# Khaing Zar Aung
Khaing Zar Aung (en birman : ခိုင်ဇာအောင် (Khaing Zā Aung)), née en mai 1984, est une responsable syndicale et militante pour les droits humains birmane. Syndicaliste depuis son adolescence, elle émigre en Thaïlande, avant de revenir en Birmanie à la fin de la junte militaire. Elle rejoint la Fédération des travailleurs industriels du Myanmar (IWFM) et en devient la secrétaire générale. 
Pendant son mandat, elle s'engage notamment pour syndicaliser les femmes de l'industrie du textile en plein essor dans le pays. Au retour de la dictature, après le coup d'État de 2021 en Birmanie, elle tente de lutter comme elle peut puis parvient à s'exiler et rejoindre l'Allemagne, tout en poursuivant ses actions à distance. 
Elle est nommée pour le prix Nobel de la paix 2024.

## Biographie
Zar Aung a sept frères et sœurs et est issue d'une famille pauvre. Elle quitte l'école rapidement pour travailler et est embauchée à 16 ans en mentant sur son âge en 2000. Elle se syndicalise dès qu'elle commence à travailler,. Renvoyée sous pretexte de son âge, elle passe en Thaïlande où elle poursuit ses activités syndicales, notamment en organisant les migrants birmans qui se trouvent avec elle,,. Lors du retour progressif d'une forme de démocratie, elle est autorisée à rentrer dans le pays et rejoint la Fédération des travailleurs industriels du Myanmar (IWFM),.
Plus tard, elle en devient la dirigeante et organise le mouvement ouvrier en Birmanie dans une situation très complexe pour les droits humains et les droits syndicaux. La syndicaliste obtient des victoires et cherche notamment à émanciper les femmes qui travaillent dans l'industrie textile du pays,. Malgré ces victoires, elle doit faire face à une situation qui est de plus en plus tendue dans le pays. 
Après le coup d'État de 2021 en Birmanie, la situation devient abyssale et très volatile. Zar Aung pousse les multinationales à quitter le pays,. Elle parvient à s'exiler en Allemagne et poursuit ses activités d'organisation du mouvement ouvrier birman depuis son exil,,. 
En 2024, elle reçoit le prix international Arthur Svensson pour les droits syndicaux,,. Elle est nommée pour le prix Nobel de la paix 2024.